# Hámos Gusztáv
Hámos Gusztáv (Budapest, 1955. –) magyar videoművész.

## Életpályája
1974–1979 között konceptuális művészeti kiállításokon vett részt Budapesten, Hollandiában és Kelet-Berlinben. 1979-ben Nyugat-Berlinbe költözött. 1979–1983 között a Német Filmakadémián tanult. 1980 óta vesz részt nemzetközi filmfesztiválokon. 1987-ben New York-i ösztöndíjat nyert. 1990–1991 között a Magyar Képzőművészeti Főiskola vendégtanára volt. 1992–1996 között előadásokat tartott Łódźban, Varsóban, Kölnben, Drezdában, Pekingben és Budapesten. 1995–2000 között videóművészetet tanított a Német Filmakadémián. 1997–1998 között kiállítás- és eseménysorozatokat rendezett a budapesti Goethe Intézetben. 1998-ban a Magyar Képzőművészeti Főiskola Intermédia Tanszékének vendégtanára volt.

## Filmjei

### Operatőrként
- Cherie mir ist schlecht (1983) (forgatókönyvíró is)
- Snow White (1983) (rendező is)
- Identity-Kid (1988)
- Das gestohlene Gesicht (1991)
- Störung Ost (1996)
- Das dritte Leben der Lya de Putti (1996)
- Toujours l'amour (1997)
- Grüße aus der Lebensmitte (2000)
- Fremdkörper (2001)
- Rien ne va plus (2004) (rendező és forgatókönyvíró is)
- Cities (2011) (rendező és forgatókönyvíró is)
- German Unity @ Balaton (2012)

### Filmrendezőként
- Der Unbesiegbare (1985) (forgatókönyvíró is)
- Die Revolution im Fernsehen (1990) (forgatókönyvíró is)
- Danske piger viser alt (1996)

## Díjai
- Nipkow-díj (1992)